# Danio margaritatus
Danio margaritatus är en fiskart som först beskrevs av Roberts 2007.  Danio margaritatus ingår i släktet Danio och familjen karpfiskar. IUCN kategoriserar arten globalt som otillräckligt studerad. Inga underarter finns listade i Catalogue of Life.
Som akvariefisk kallas fisken ofta galaxyrasbora.